# Stöð 2

Stöð 2 é uma emissora de televisão islandesa pertencente ao grupo 365 miðlar, fundada em 1986. Foi a primeira emissora privada do país, e veio para tentar acabar com o fim do monopólio estatal das telecomunicações.